# Rivka Golani
Rivka Golani est une altiste canadienne.
Née à Tel Aviv (Israël) le 22 mars 1946, Golani étudie d'abord le violon à la Rubin Academy of Music (Université de Tel-Aviv) et avec le compositeur et altiste Ödön Pártos (en). À 21 ans, elle se « convertit » à l'alto. Elle se produit alors en soliste avec l'Orchestre philharmonique d'Israël et différents orchestres israéliens. Elle se fixe plus tard au Canada et elle obtient la citoyenneté canadienne en 1983. En parallèle à sa carrière de soliste, elle enseigne l'alto au conservatoire de Birmingham et au Trinity College of Music de Londres.
Elle est membre d'honneur du Club de Budapest.